# Blaine (Tennessee)
Blaine è un comune degli Stati Uniti d'America, nella Contea di Grainger, nello Stato del Tennessee.
A Blaine vi è un cimitero (il Red House Cemetery) dove sono stati sepolti numerosi personaggi dello spettacolo.